# PKP Ok22 sorozat
A PKP Ok22 sorozat egy lengyel 1'C h2 jellegű gőzmozdonytípus volt. 1923 és 1928 között 190 db épült a mozdonyból.